# Wiesław Szor
Wiesław Szor – polski koszykarz, multimedalista mistrzostw Polski.

## Osiągnięcia

### Klubowe
- Mistrz Polski (1950)
- Brązowy medalista mistrzostw Polski (1949, 1951, 1952[1])